# 大阪市立長居植物園
大阪市立長居植物園（おおさかしりつながいしょくぶつえん）は、大阪府大阪市東住吉区の長居公園内にある大阪市立の植物園。

## 概要
1974年（昭和49年）に開園。総面積242,000 平方メートルの園内に、約1,200種類、61,000本の植物が生い茂っている。長居公園は入園無料だが、植物園は入園有料である。

## 園内
以下、主な施設、庭園など。
- 大池 - 植物園の真ん中にあり、47000 平方メートルの広さがある。池の真ん中に長さ約50 mの一文字橋（レインボーブリッジ）が架かる。
- 小池 - 1200 平方メートルの池。
- 専門園 - アジサイ園、ハナショウブ園、シャクナゲ園、ボタン園、マグノリア園、ヘメロカリス園、ツバキ園、シャーマンアイリス園、バラ園、シャクヤク園、ハーブ園の11種を定植している庭園がある。
- ライフガーデン - 約2000 平方メートルに広さに季節のごとに、ネモフィラ、ひまわり、コスモスなどが植え替えられる花畑。
- 歴史の森 - 大阪における、太古の昔から現代までの時代別の代表的な樹林を再現。
- 芝生広場
- その他、各種花木
- 大阪市立自然史博物館 - 植物園入園料と別途に入館料が必要。
- 花と緑と自然の情報センター

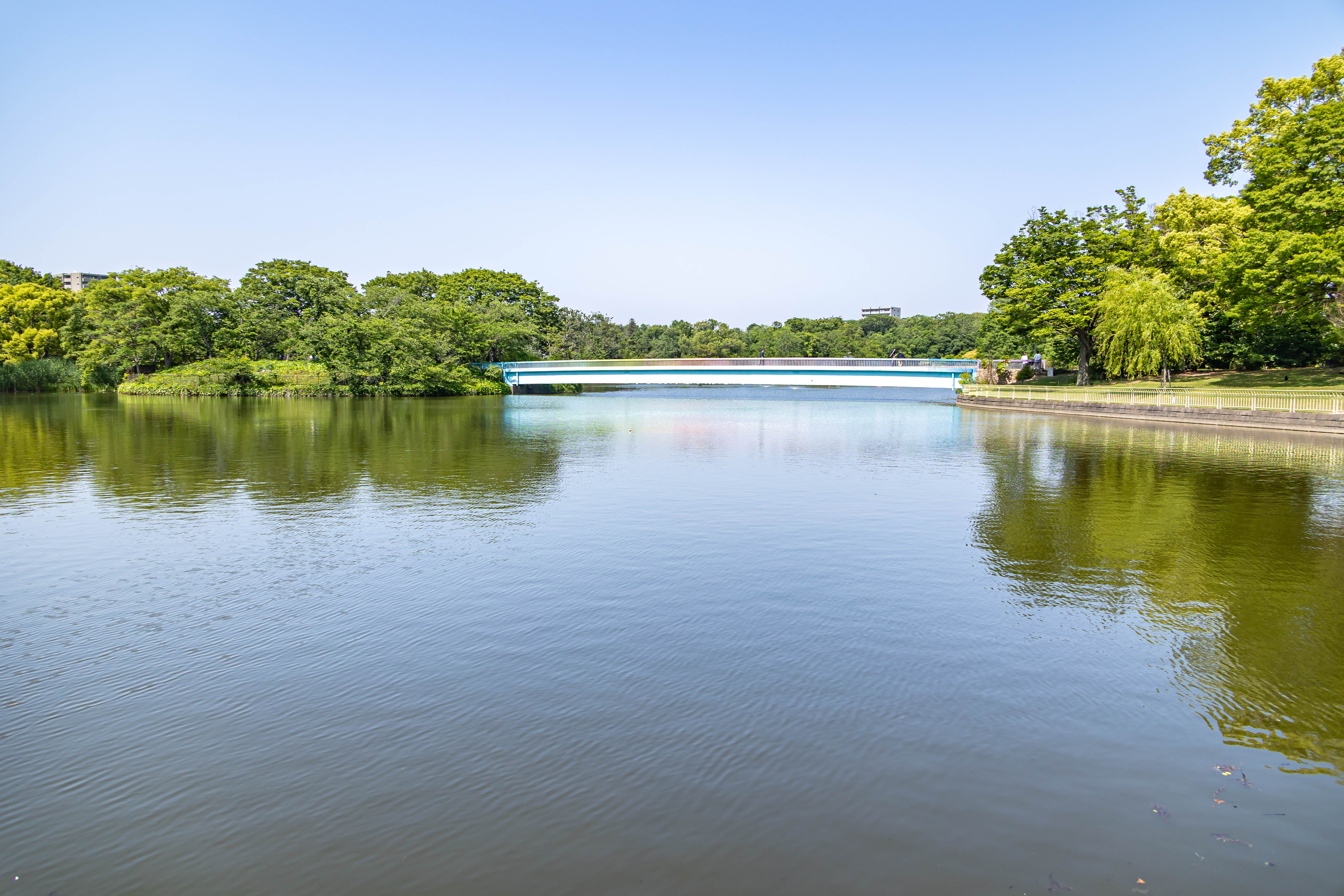
大池と一文字橋（レインボーブリッジ）
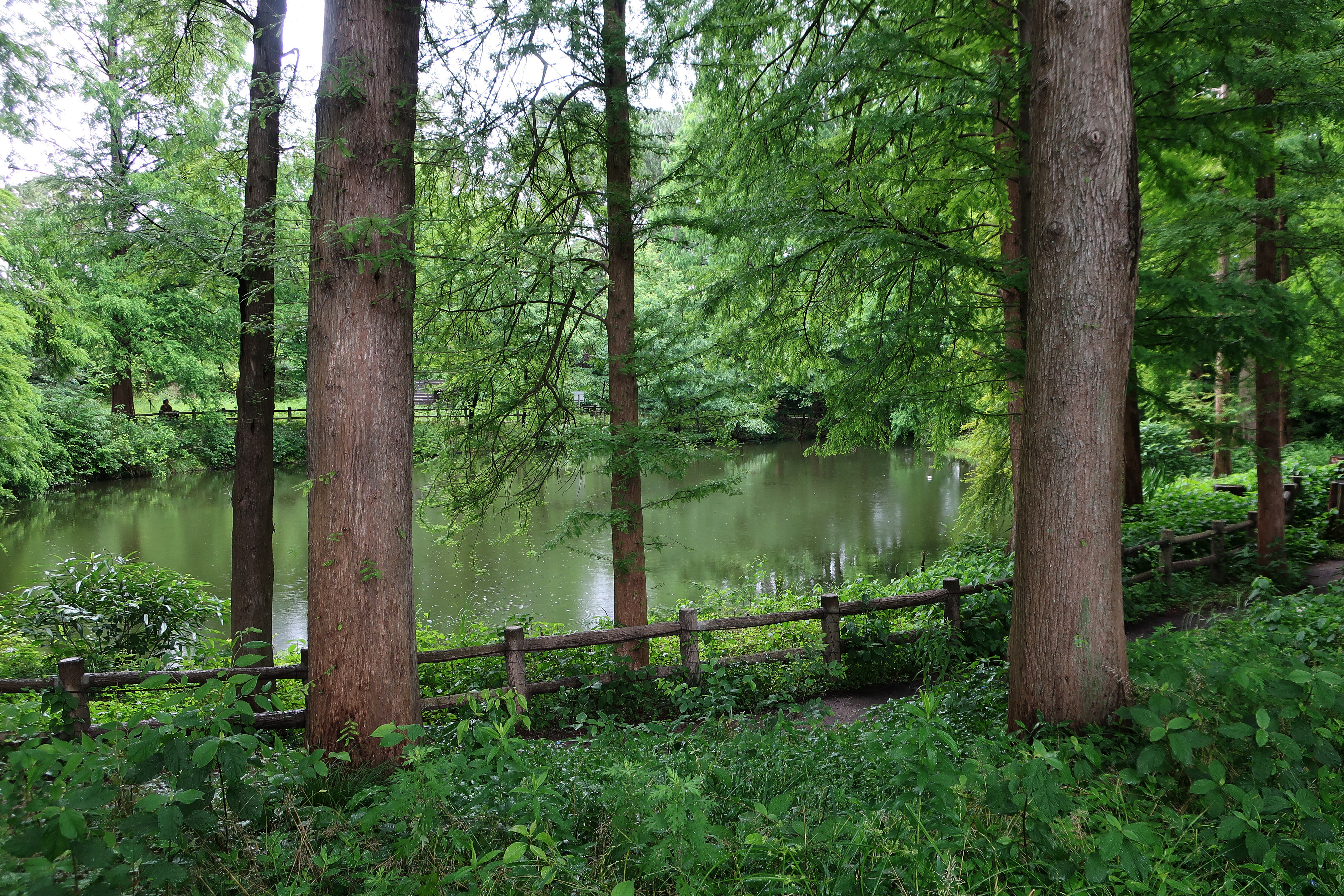
小池
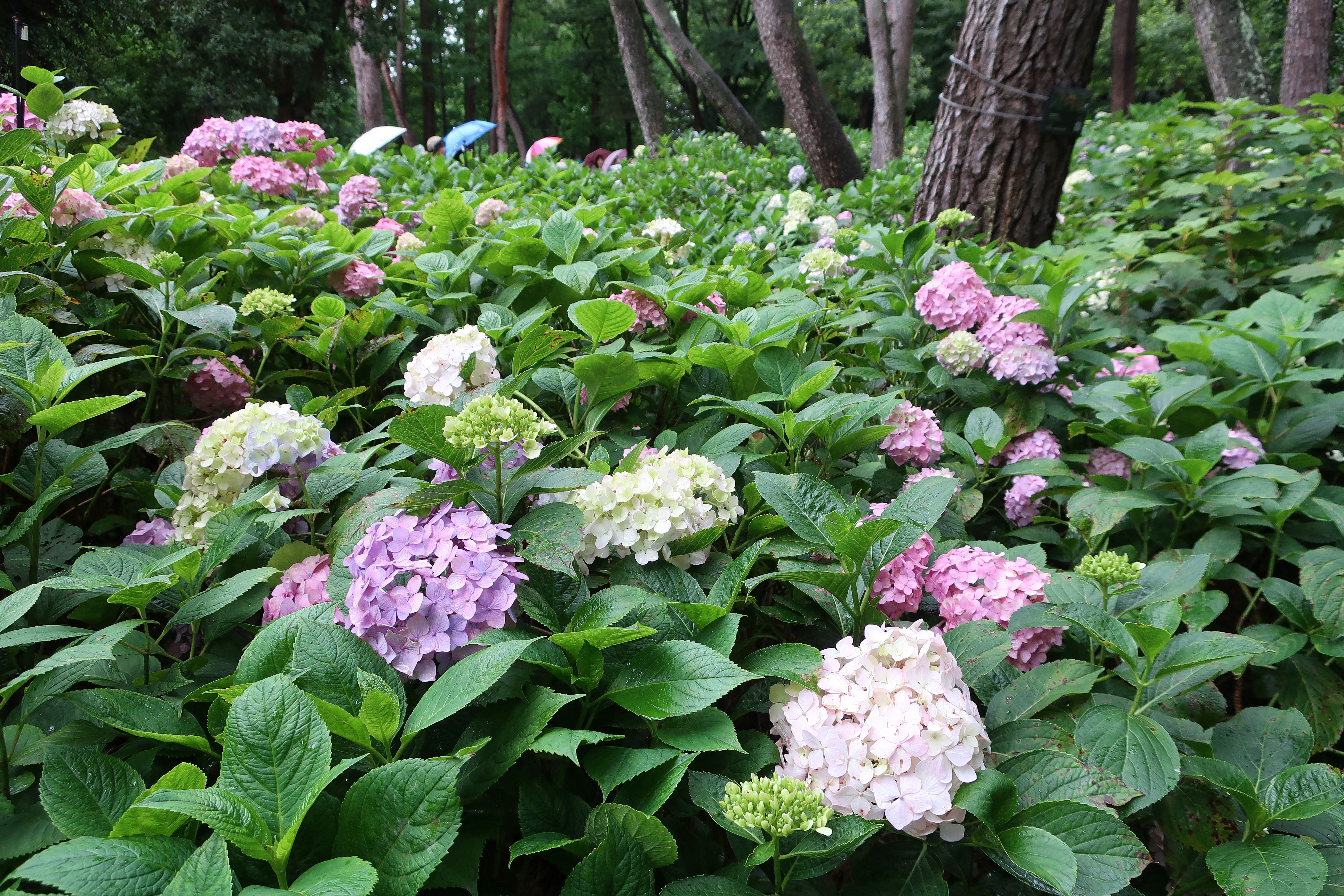
アジサイ園
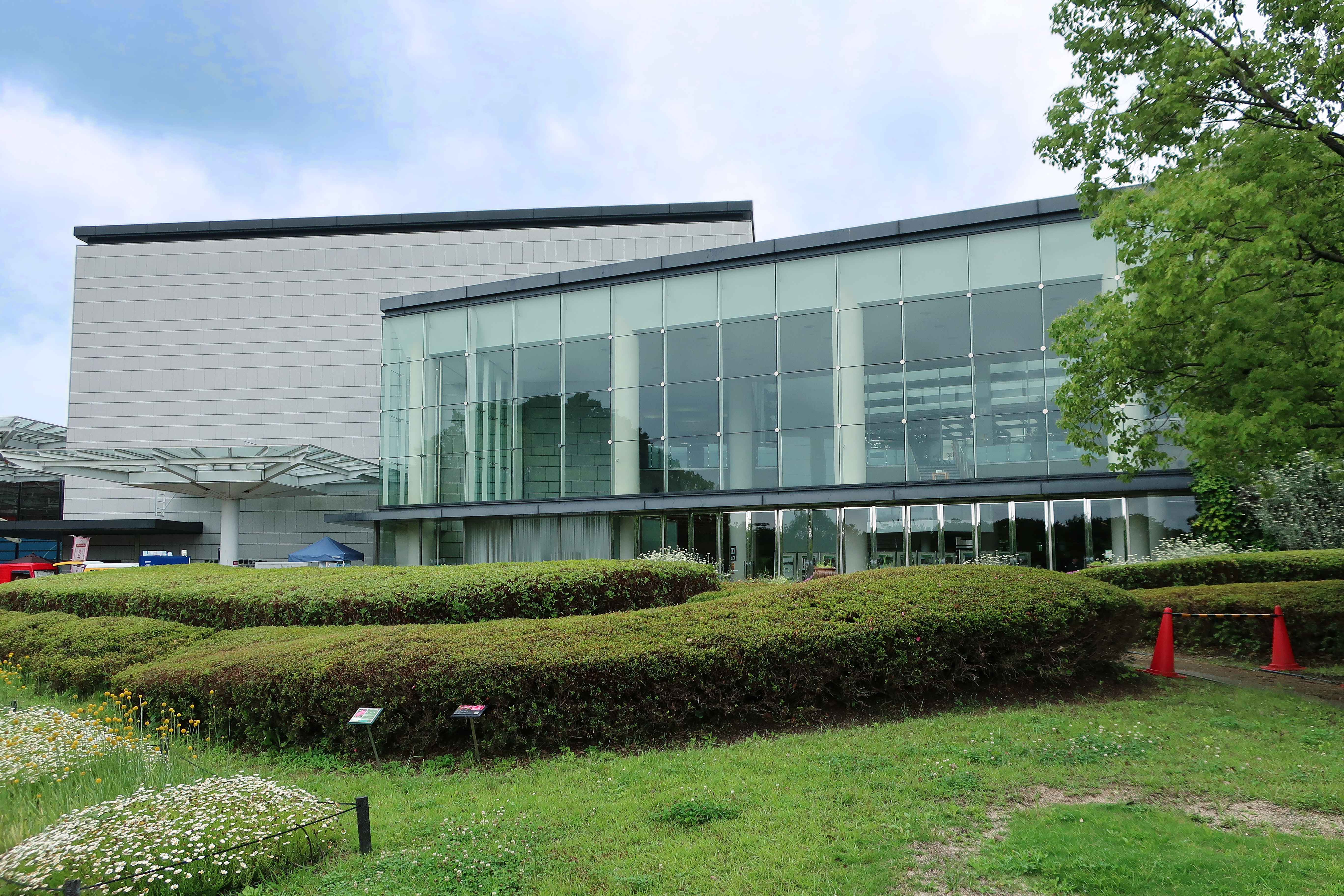
花と緑と自然の情報センター

## 沿革
- 1974年（昭和49年）4月 - 開園。自然史博物館も開館。
- 2001年（平成13年）4月 - 花と緑と自然の情報センターが開設。
- 2021年11月1日 - 2022年3月31日 - 各種工事のため休園。

## 入園案内
- 所在地：大阪府大阪市東住吉区長居公園1-23
- 開園時間[4]
  - 3月～10月 - 9:30～17:00（入園は16:30まで）
  - 11月～2月 -  9:30～16:30（入園は16:00まで）
    - 休園日：月曜日（休日の場合はその翌平日）、年末年始（12月28日 - 1月4日）
- 入園料 - 大人300円、高校生・大学生200円（要学生証）中学生以下無料[4]。

## アクセス
- Osaka Metro御堂筋線 長居駅下車、3号出口より東へ約800m。
- JR阪和線 長居駅下車、東出口より東へ約1,000m。